# Đạo ôn hại lúa
Bệnh đạo ôn do nấm Pyricularia oryzae gây ra, là một trong vài loại dịch hại nguy hiểm đối với cây lúa ở Việt Nam và nhiều nước khác trong khu vực.

## Vị trí gây hại
Nấm bệnh có thể tấn công trên lá, trên cổ bông (cổ gié) hoặc trên hạt.
Trên lá: bệnh hại chủ yếu ở giai đoạn mạ - đẻ nhánh, cổ bông và hạt. Lúc đầu vết bệnh chỉ nhỏ như đầu mũi kim, màu xám xanh giống như bị nước sôi, sau chuyển sang màu nâu, rồi lan rộng dần ra thành hình thoi, xung quanh màu nâu đậm, giữa màu xám trắng. Nếu nặng, nhiều vết liên kết lại với nhau tạo thành mảng lớn, có thể làm lá bị khô cháy, cây lúa lụi tàn, gây thất thu năng suất nghiêm trọng.
Trên cổ bông (cổ gié): nấm bệnh tấn công trên cổ bông (cổ gié) làm cản trở việc vận chuyển chất dinh dưỡng từ cây lúa lên nuôi bông, nuôi hạt, hạt lúa sẽ bị lép lửng. Nếu bệnh tấn công sớm có thể làm cho hạt lúa bị lép hoàn toàn. Vết bị bệnh lúc đầu có màu xám xanh, sau chuyển dần sang màu nâu, nâu đậm. Nếu ẩm độ không khí cao, chỗ vết bệnh sẽ mọc một lớp nấm mốc màu xám xanh, dễ bị gãy, làm ruộng lúa trở nên xơ xác.
Trên hạt: vết bệnh có hình tròn, viền nâu, tâm màu xám trắng, đường kính khoảng 1 – 2 mm, làm hạt lúa bị lem lép, Nếu bị bệnh sớm, hạt lúa có thể bị lép hoàn toàn

## Đặc điểm phát sinh, phát triển của bệnh
Thời tiết khí hậu: nấm ưa nhiệt độ tương đối thấp (20 - 23C), ẩm độ không khí bão hòa và trời âm u.
ở Miền Bắc Việt Nam, trà lúa Mùa muộn trỗ-chín, hoặc vụ lúa Đông Xuân vào giai đoạn con gái- đứng cái-làm đòng là những cao điểm của bệnh trong năm.
Đất đai, phân bón: chân ruộng trũng, khó thoát nước bệnh nặng. Bón phân đạm quá nhiều, quá muộn hoặc vào lúc nhiệt độ không khí thấp và cây còn non đều làm bệnh nặng. Bón kali trên nền đạm cao sẽ làm bệnh tăng.
Giống lúa: giống có tỷ lệ SiO2/N cao, chứa nhiều polyphenon, hình thành nhiều phytoalexin đẻ nhánh tập trung, ống rơm dày, lá cứng là những giống chống chịu bệnh tốt

## Biện pháp phòng trừ tổng hợp

### Biện pháp giống
1. Không gieo trồng giống nhiễm bệnh, không lấy lúa ở những ruộng đã bị bệnh đạo ôn ở vụ trước để làm giống cho vụ sau.
2. Chọn giống có gen kháng bệnh đạo ôn.
3. Chọn giống sạch bệnh: xử lý hạt giống bằng nước nóng 54 °C trong 10 phút hoặc xử lý bằng thuốc hoá học.
4. xử lý giống bằng cách Trộn giống với nước muối 15%.

### Dự tính dự báo
Điều tra bệnh, phân tích các yếu tố: nguồn bệnh, thời tiết, sinh trưởng của cây, đất đai, phân bón, cơ cấu giống lúa.

### Biện pháp canh tác
1. Dọn sạch tàn dư rơm rạ.
2. Không gieo thẳng quá dày, mỗi ha chỉ gieo khoảng 100 – 120 kg, nếu dùng máy chỉ cần 70 – 80 kg.
3. Không bón quá nhiều phân đạm, nhất là thời kỳ cuối đẻ nhánh và trước sau trỗ. Phải bón cân đối giữa đạm, lân và kali. Nên bón theo bảng so màu lá lúa để cây lúa luôn khỏe mạnh, không bị tốt lốp, có sức chống đỡ với bệnh.
4. Kiểm tra ruộng lúa thường xuyên để kịp thời phát hiện và có biện pháp phòng trị bệnh kịp thời. Nếu phát hiện có bệnh, mà thời tiết đang phù hợp cho bệnh (trời lạnh, đêm và sáng sớm có nhiều sương mù, hoặc trời có mưa nhỏ xen kẽ, ban ngày trời âm u ít nắng...) thì phải ngưng bón đạm, không để ruộng bị khô nước và tiến hành phun xịt thuốc kịp thời.

### Biện pháp hóa học
Khi dùng thuốc hóa học theo nguyên tắc 4 đúng và phun khi phát hiện ổ bệnh trên đồng ruộng. Các hoạt chất và thuốc thương phẩm tương ứng có thể tìm thấy trong Danh mục thuốc bảo vệ thực vật được phép sử dụng tại Việt Nam.